# Slovenië op het wereldkampioenschap voetbal 2010
Slovenië was een van de deelnemende landen aan het wereldkampioenschap voetbal 2010 in Zuid-Afrika. Het Midden-Europese land nam voor de tweede keer in de geschiedenis deel aan de WK-eindronde. De eerste en laatste keer was in 2002, toen Slovenië strandde in de groepsfase na drie nederlagen op rij, tegen achtereenvolgens Spanje, Zuid-Afrika en Paraguay. Slovenië plaatste zich ditmaal ten koste van het Rusland van bondscoach Guus Hiddink. Na de nipte nederlaag (2-1) in Moskou had de ploeg voldoende aan een 1-0 thuiszege.

## Oefeninterlands
Slovenië speelde slechts twee oefeninterlands in de aanloop naar het WK voetbal in Zuid-Afrika. Beide duels werden gewonnen.

|                                                             |                                                                          |       |                 |                                                                                          |
| 3 maart 2010 Vriendschappelijk «onderlinge duels» 20:45 uur | Slovenië                                                                 | 4 – 1 | Qatar           | Ljudski vrt Stadion, Maribor Toeschouwers: onbekend Scheidsrechter: Pol van Boekel (NED) |
| 3 maart 2010 Vriendschappelijk «onderlinge duels» 20:45 uur | Milivoje Novakovič 14' Boštjan Cesar 30' Andraž Kirm 34' Bojan Jokić 67' |       | 41' Fábio César | Ljudski vrt Stadion, Maribor Toeschouwers: onbekend Scheidsrechter: Pol van Boekel (NED) |

|                                                            |                                                              |       |                 |                                                                                           |
| 4 juni 2010 Vriendschappelijk «onderlinge duels» 20:45 uur | Slovenië                                                     | 3 – 1 | Nieuw-Zeeland   | Ljudski vrt Stadion, Maribor Toeschouwers: 10.965 Scheidsrechter: Anastasios Kakkos (GRE) |
| 4 juni 2010 Vriendschappelijk «onderlinge duels» 20:45 uur | Milivoje Novakovič 7' Milivoje Novakovič 30' Andraž Kirm 44' |       | 20' Rory Fallon | Ljudski vrt Stadion, Maribor Toeschouwers: 10.965 Scheidsrechter: Anastasios Kakkos (GRE) |

## WK-selectie
Bondscoach Matjaž Kek maakte op 1 juni 2010 zijn WK-selectie bekend. In onderstaand overzicht is het aantal interlands (goals) bijgewerkt tot en met de laatste oefeninterland van Slovenië, op 4 juni tegen Nieuw-Zeeland.
| Nummer / Naam     | Nummer / Naam            | Geboortedatum     | Caps | Goals | Club                 | Duels | Goal | Weggestuurd | Kreeg voor de tweede keer geel en dus rood | Kreeg geel |
| Doel              | Doel                     | Doel              | Doel | Doel  | Doel                 | Doel  | Doel | Doel        | Doel                                       | Doel       |
| ----------------- | ------------------------ | ----------------- | ---- | ----- | -------------------- | ----- | ---- | ----------- | ------------------------------------------ | ---------- |
| 1                 | Samir Handanovič         | 14 juli 1984      | 38   | 0     | Udinese              | 3     | 0    | 0           | 0                                          | 0          |
| 12                | Jasmin Handanovič        | 28 januari 1978   | 3    | 0     | AC Mantova           | 0     | 0    | 0           | 0                                          | 0          |
| 16                | Aleksander Šeliga        | 1 februari 1980   | 1    | 0     | Sparta Rotterdam     | 0     | 0    | 0           | 0                                          | 0          |
| Verdediging       |                          |                   |      |       |                      |       |      |             |                                            |            |
| 2                 | Mišo Brečko              | 1 mei 1984        | 30   | 0     | 1. FC Köln           | 3     | 0    | 0           | 0                                          | 0          |
| 3                 | Elvedin Džinič           | 25 augustus 1985  | 0    | 0     | NK Maribor           | 0     | 0    | 0           | 0                                          | 0          |
| 4                 | Marko Šuler              | 9 maart 1983      | 16   | 2     | AA Gent              | 3     | 0    | 0           | 0                                          | 1          |
| 5                 | Boštjan Cesar            | 9 juli 1982       | 41   | 3     | Chievo Verona        | 3     | 0    | 0           | 0                                          | 1          |
| 6                 | Branko Ilič              | 6 februari 1983   | 36   | 0     | Lokomotiv Moskou     | 0     | 0    | 0           | 0                                          | 0          |
| 13                | Bojan Jokić              | 17 mei 1986       | 33   | 1     | Chievo Verona        | 3     | 0    | 0           | 0                                          | 2          |
| 19                | Suad Filekovič           | 16 september 1978 | 14   | 0     | NK Maribor           | 0     | 0    | 0           | 0                                          | 0          |
| 22                | Matej Mavrič             | 29 januari 1979   | 32   | 1     | TuS Koblenz          | 0     | 0    | 0           | 0                                          | 0          |
| Middenveld        |                          |                   |      |       |                      |       |      |             |                                            |            |
| 7                 | Nejc Pečnik              | 3 januari 1986    | 7    | 2     | Nacional             | 2     | 0    | 0           | 0                                          | 0          |
| 8                 | Robert Koren             | 20 september 1980 | 45   | 4     | West Bromwich Albion | 3     | 1    | 0           | 0                                          | 0          |
| 15                | Rene Krhin               | 21 mei 1990       | 3    | 0     | Inter Milan          | 0     | 0    | 0           | 0                                          | 0          |
| 17                | Andraž Kirm              | 6 september 1984  | 25   | 2     | Wisła Kraków         | 3     | 0    | 0           | 0                                          | 1          |
| 18                | Aleksandar Radosavljevič | 25 april 1979     | 14   | 1     | AE Larissa           | 3     | 0    | 0           | 0                                          | 1          |
| 20                | Andrej Komac             | 4 december 1979   | 40   | 0     | Maccabi Tel-Aviv     | 2     | 0    | 0           | 0                                          | 1          |
| 21                | Dalibor Stevanovič       | 27 september 1984 | 15   | 1     | Vitesse              | 0     | 0    | 0           | 0                                          | 0          |
| Aanval            |                          |                   |      |       |                      |       |      |             |                                            |            |
| 9                 | Zlatan Ljubijankič       | 15 december 1983  | 16   | 4     | AA Gent              | 3     | 1    | 0           | 0                                          | 0          |
| 10                | Valter Birsa             | 7 augustus 1986   | 33   | 2     | AJ Auxerre           | 3     | 1    | 0           | 0                                          | 1          |
| 11                | Milivoje Novakovič       | 18 mei 1979       | 37   | 14    | 1. FC Köln           | 3     | 0    | 0           | 0                                          | 0          |
| 14                | Zlatko Dedič             | 10 mei 1984       | 23   | 3     | VfL Bochum           | 3     | 0    | 0           | 0                                          | 1          |
| 23                | Tim Matavž               | 13 januari 1989   | 0    | 0     | FC Groningen         | 1     | 0    | 0           | 0                                          | 0          |
| Bondscoach        |                          |                   |      |       |                      |       |      |             |                                            |            |
| Vlag van Slovenië | Matjaž Kek               | 9 september 1961  |      |       |                      |       |      |             |                                            |            |

## WK-wedstrijden

### Groep C
|                                           |          |                  |                  |                                                                                    |
| 13 juni 2010 «onderlinge duels» 13:30 uur | Algerije | 0 – 1            | Slovenië         | Peter Mokaba Stadion, Polokwane Toeschouwers: 30.325 Scheidsrechter: Carlos Batres |
| 13 juni 2010 «onderlinge duels» 13:30 uur |          | Wedstrijdverslag | 79' Robert Koren | Peter Mokaba Stadion, Polokwane Toeschouwers: 30.325 Scheidsrechter: Carlos Batres |

|                                           |                                         |                  |                                        |                                                                              |
| 18 juni 2010 «onderlinge duels» 16:00 uur | Slovenië                                | 2 – 2            | Verenigde Staten                       | Ellispark, Johannesburg Toeschouwers: 45.573 Scheidsrechter: Koman Coulibaly |
| 18 juni 2010 «onderlinge duels» 16:00 uur | Valter Birsa 13' Zlatan Ljubijankič 42' | Wedstrijdverslag | 48' Landon Donovan 82' Michael Bradley | Ellispark, Johannesburg Toeschouwers: 45.573 Scheidsrechter: Koman Coulibaly |

|                                           |          |                  |                    |                                                                                                |
| 23 juni 2010 «onderlinge duels» 16:00 uur | Slovenië | 0 – 1            | Engeland           | Nelson Mandelabaai Stadion, Port Elizabeth Toeschouwers: 36.893 Scheidsrechter: Wolfgang Stark |
| 23 juni 2010 «onderlinge duels» 16:00 uur |          | Wedstrijdverslag | 23' Jermaine Defoe | Nelson Mandelabaai Stadion, Port Elizabeth Toeschouwers: 36.893 Scheidsrechter: Wolfgang Stark |

### Eindstand
| Land             | Wed | Win | Gel | Ver | DV | DT | +/− | Pnt |
| ---------------- | --- | --- | --- | --- | -- | -- | --- | --- |
| Verenigde Staten | 3   | 1   | 2   | 0   | 4  | 3  | 1   | 5   |
| Engeland         | 3   | 1   | 2   | 0   | 2  | 1  | 1   | 5   |
| Slovenië         | 3   | 1   | 1   | 1   | 3  | 3  | 0   | 4   |
| Algerije         | 3   | 0   | 1   | 2   | 0  | 2  | −2  | 1   |

NZS · A-internationals · Bondscoaches · Selecties · Statistieken · Sloveens vrouwenelftal · Olympisch elftal · Slovenië U21 · Slovenië U20 · Slovenië U19 · Slovenië U18 · Slovenië U17 · Slovenië U16
1991 – 1999 ·
2000 – 2009 ·
2010 – 2019 ·
2020 − 2029
EK's: 1996 · 
2000 · 
2004 · 
2008 · 
2012 · 
2016 · 
2020 · 
2024
WK's: 1998 · 
2002 · 
2006 · 
2010 · 
2014 · 
2018 ·
2022
1991 · 
1992 · 
1993 · 
1994 · 
1995 · 
1996 · 
1997 · 
1998 · 
1999 · 
2000 · 
2001 · 
2002 · 
2003 · 
2004 · 
2005 · 
2006 · 
2007 · 
2008 · 
2009 · 
2010 · 
2011 · 
2012 · 
2013 · 
2014 · 
2015 · 
2016 · 
2017 · 
2018 ·
2019 ·
2020 ·
2021 ·
2022 ·
2023 ·
2024
Albanië ·
Algerije ·
Argentinië ·
Armenië ·
Australië ·
Azerbeidzjan ·
België ·
Bosnië en Herzegovina ·
Bulgarije ·
Canada ·
China ·
Colombia ·
Cyprus ·
Denemarken ·
Duitsland ·
Engeland ·
Estland ·
Faeröer ·
 Finland ·
Frankrijk ·
Georgië ·
Ghana ·
Gibraltar ·
Griekenland ·
Honduras ·
Hongarije ·
IJsland ·
Israël ·
Italië ·
Ivoorkust ·
Joegoslavië ·
Kazachstan ·
Kosovo ·
Kroatië ·
Letland ·
Litouwen ·
Luxemburg ·
Malta ·
Mexico ·
Moldavië ·
Montenegro ·
Nederland ·
Nieuw-Zeeland ·
Noord-Ierland ·
Noord-Macedonië ·
Noorwegen ·
Oekraïne ·
Oman ·
Oostenrijk ·
Paraguay ·
Polen ·
Portugal ·
Qatar ·
Roemenië ·
Rusland ·
San Marino ·
Saoedi-Arabië ·
Schotland ·
Servië ·
Servië en Montenegro ·
Slowakije ·
Spanje ·
Trinidad en Tobago ·
Tsjechië ·
Tunesië ·
Turkije · 
Uruguay ·
Verenigde Arabische Emiraten ·
Verenigde Staten ·
Wales ·
Wit-Rusland ·
Zuid-Afrika ·
Zweden ·
Zwitserland
Algerije (2010) · 
Engeland (2010) · 
Paraguay (2002) · 
Spanje (2002) · 
Verenigde Staten (2010) · 
Zuid-Afrika (2002)